# 安康市
安康市（あんこう-し）は中華人民共和国陝西省に位置する地級市。

## 地理
陝西省南部に位置し、商洛市、西安市、漢中市、湖北省、重慶市、四川省に接する。漢水の上流。

## 歴史
秦代に漢中郡が設置され12県を管轄した。漢朝は秦制を踏襲し漢中郡を設置、西城県・安陽県・長利県・旬陽県・鍚県の5県を管轄し、三国時代になると魏興郡と改称されている。
南北朝時代には初め直州、後に西魏により金州が設置されたが、隋代になると再び西城郡が設置され、唐宋では金州が設置された。
明初は金州とされたが、1583年（万暦11年）に興安州と改称され漢中府の管轄とされた。更に1595年（万暦23年）、興安州は漢中府より分離され陝西布政司の直属行政区となり下部に漢陰県・平利県・旬陽県・紫陽県・白河県・石泉県を管轄した。清代になると1782年（乾隆47年）に興安州は興安府に昇格、安康県・平利県・旬陽県・白河県・紫陽県・石泉県の6県を管轄した。
中華民国が成立すると1913年（民国2年）、興安府管轄区域に漢中道が設置された。1926年（民国15年）、北伐の結果南京国民政府による行政管理が開始されると漢中道は廃止されたが、1935年には（民国24年）には行政督察区制度の施行にともない陝西省第5行政督察専員公署が設置され10県を管轄した。
中華人民共和国成立後の1950年、安康専区が設置され、1968年に安康地区と改称された。2000年12月、安康地区が地級市の安康市に改編された。

## 行政区画
1市轄区・1県級市・8県を管轄する。
- 市轄区：
  - 漢浜区
- 県級市：
  - 旬陽市
- 県：
  - 漢陰県・石泉県・寧陝県・紫陽県・嵐皋県・平利県・鎮坪県・白河県

| 安康市の地図                                                          |
| --------------------------------------------------------------------- |
| 漢浜区 漢陰県 石泉県 寧陝県 紫陽県 嵐皋県 平利県 鎮坪県 白河県 旬陽市 |

### 年表
この節の出典

#### 陝南行政区安康分区
- 1949年12月 - 陝西省陝南行政区安康市・安康県・漢陰県・洵陽県・白河県・平利県・鎮坪県・紫陽県・石泉県・寧陝県・嵐皋県を編入。陝南行政区安康分区が成立。(1市10県)
- 1950年5月2日 - 陝南行政区安康分区が安康専区に改称。

#### 安康地区
- 1950年5月 - 安康市が安康県に編入。(10県)
- 1950年11月 - 寧陝県の一部が長安県に編入。(10県)
- 1951年3月 - 洵陽県の一部が白河県に編入。(10県)
- 1953年7月 - 平利県の一部が鎮坪県に編入。(10県)
- 1956年3月 (10県)
  - 平利県の一部(豊金郷)が嵐皋県に編入。
  - 嵐皋県の一部(金鶏郷)が平利県に編入。
- 1956年5月 - 商雒専区鎮安県の一部が寧陝県に編入。(10県)
- 1956年6月 - 漢陰県の一部が寧陝県に編入。(10県)
- 1956年7月 - 漢陰県、漢中専区西郷県の各一部が石泉県に編入。(10県)
- 1956年8月 - 漢中専区西郷県の一部が石泉県に編入。(10県)
- 1957年3月 - 洵陽県の一部が安康県に編入。(10県)
- 1957年5月 - 漢中専区西郷県の一部が石泉県に編入。(10県)
- 1958年11月21日 (6県)
  - 嵐皋県が安康県・紫陽県に分割編入。
  - 寧陝県・漢陰県および漢中専区仏坪県の一部が石泉県に編入。
  - 鎮坪県が平利県に編入。
- 1961年8月16日 (9県)
  - 石泉県の一部が分立し、漢陰県・寧陝県が発足。
  - 安康県の一部が分立し、嵐皋県が発足。
- 1961年9月 - 紫陽県の一部が嵐皋県に編入。(9県)
- 1961年12月 - 漢中専区西郷県の一部が石泉県に編入。(9県)
- 1962年12月22日 - 平利県の一部が分立し、鎮坪県が発足。(10県)
- 1962年12月 - 嵐皋県の一部が安康県に編入。(10県)
- 1964年4月 - 商雒専区鎮安県の一部が安康県に編入。(10県)
- 1964年8月29日 - 洵陽県が旬陽県に改称。(10県)
- 1969年10月 - 安康専区が安康地区に改称。(10県)
- 1988年5月24日 - 安康県が市制施行し、安康市となる。(1市9県)
- 2000年6月23日 - 安康地区が地級市の安康市に昇格。

#### 安康市
- 2000年6月23日 - 安康地区が地級市の安康市に昇格。(1区9県)
  - 安康市が区制施行し、漢浜区となる。
- 2021年1月20日 - 旬陽県が市制施行し、旬陽市となる。(1区1市8県)

## 交通
空港
- 安康空港

鉄道
- 襄渝線（湖北省襄陽市 - 重慶直轄市）
- 西康線（西安市 - 安康市）
- 陽安線（漢中市寧強県 陽平関駅 - 安康市）